# Plectorhinchus lineatus
Espèce
Plectorhinchus lineatus, aussi appelé gaterin à bandes jaunes, est une espèce de poisson de la famille des Haemulidae. On le trouve dans des récifs coralliens de l’océan Pacifique occidental où il vit à des profondeurs variant entre 1 et 35 m. 

## Description

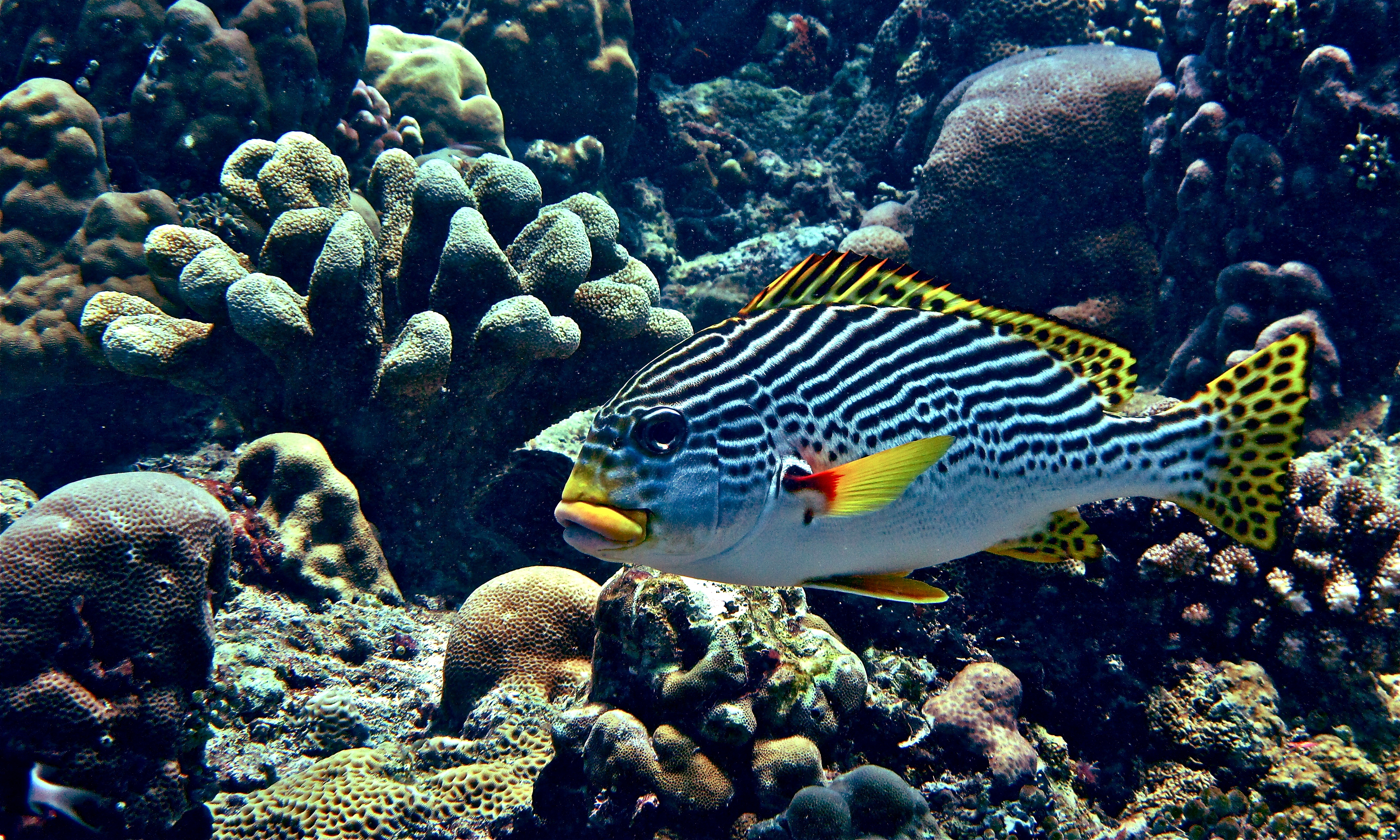
Plectorhinchus lineatus (Sulawesi, Indonésie)

Cette espèce mesure en moyenne 60 cm et peut atteindre 72 cm de longueur totale. Les adultes vivent en banc.
Le gaterin à bandes jaunes tamise la nuit de grosses bouchées de sable pour manger les invertébrés fouisseurs qui s'y trouvent.

## Utilisation par l'Homme
Cette espèce est d’importance mineure pour la pêche commerciale locale et peut être trouvée en vente dans le commerce des aquariums.